# La buena vida (película de 2008)
La buena vida es una película chilena del 2008, dirigida por Andrés Wood. Ganadora del Premio Goya a la mejor película extranjera de habla hispana. Obtuvo una recaudación de 67.577,84€.

## Sinopsis
Teresa (Aline Küppenheim), Edmundo (Roberto Farias), Mario (Eduardo Paxeco) y Patricia (Paula Sotelo) son cuatro habitantes de la ciudad de Santiago de Chile, cuyas vidas se entrecruzan en lugares públicos pero que difícilmente llegan a verse o a comunicarse entre sí.
Sumidos en la vorágine urbana, cada uno de ellos persigue una finalidad: Teresa, una psicóloga social que orienta a mujeres en situación de riesgo: Edmundo, un estilista que aún vive con su madre y que anhela tener un automóvil; Mario, un joven clarinetista llegado de Berlín que desea entrar a la Filarmónica; y Patricia, quien sólo sobrevive a cargo de un bebé y que está muy enferma. 
Cuatro historias basadas en hechos reales, muy disímiles pero que coinciden en las peripecias y contradicciones de la vida en una urbe sudamericana.

## Reparto[4]
- Aline Küppenheim - Teresa
- Manuela Martelli - Paula
- Eduardo Paxeco - Mario
- Roberto Farías - Edmundo
- Manuela Oyarzún - Esmeralda
- Paula Sotelo - Patricia
- Néstor Corona - Gabriel
- Daniel Antivilo - Ramón
- Alfredo Castro - Jorge
- Bélgica Castro - Leonor
- Francisco Acuña - Lucas
- Jorge Alís - Raúl

## Premios
- Premio Goya (2008) - Mejor película extranjera de habla hispana[4]

- Festival de Cine Iberoamericano de Huelva (2008) - Colón de Oro[5]

- Festival Internacional Latinoamericano de La Habana - Mención especial (Andrés Wood)[6]

- Festival Iberoamericano de Cine de Santa Cruz (2009)- Mejor Película (Andrés Wood)
- Festival de Cine latinoamericano de Biarritz (2008)- Mejor actor y mejor actriz (Roberto Farías);(Aline Küppenheim); (Manuela Martelli)[6]
- Festival de cine Latinoamercano de Lleida (2009)- Mejor director (Andrés Wood)[6]